# 朗德 (滨海夏朗德省)
朗德（法語：Landes，法語發音：[lɑ̃d] ⓘ）是法国滨海夏朗德省的一个市镇，位于该省中东部，属于圣让当热利区。

## 地理
朗德（45°59'32"N, 0°35'51"W）面积16.05 平方千米，位于法国新阿基坦大区滨海夏朗德省，该省份为法国西部滨海省份，北起旺代省，西临大西洋，南至吉倫特省，东南接多爾多涅省，东北接德塞夫勒省接壤，东临夏朗德省。
与朗德接壤的市镇（或旧市镇、城区）包括：苏瓦河畔尚特梅勒、库朗、纳尚、圣卢、托尔克塞、拉韦尔涅、埃苏韦尔。

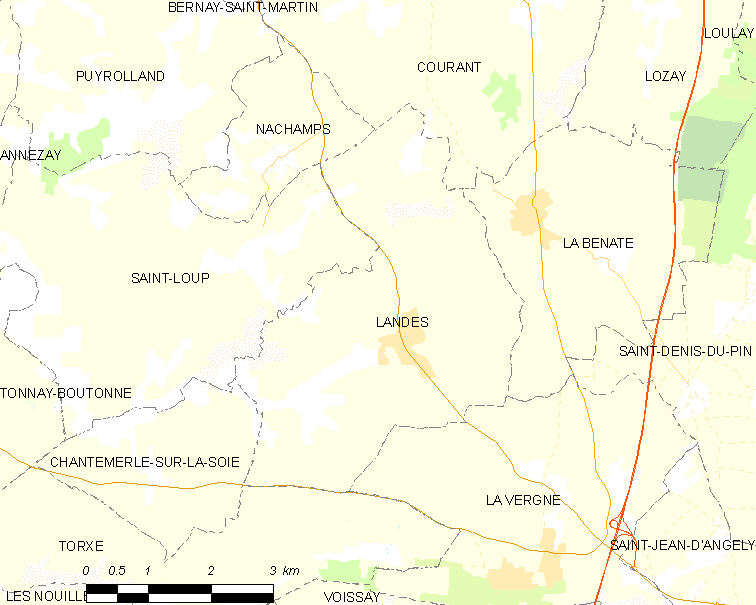
的OSM定位图

朗德的时区为UTC+01:00、UTC+02:00（夏令时）。

## 行政
朗德的邮政编码为17380，INSEE市镇编码为17202。

## 政治
朗德所属的省级选区为圣让当热利县。

## 人口

1962-2008年间人口变化图示

朗德于2022年1月1日时的人口数量为575人。